# Xã Wayne, Quận Fulton, Indiana
Xã Wayne (tiếng Anh: Wayne Township) là một xã thuộc quận Fulton, tiểu bang Indiana, Hoa Kỳ. Năm 2010, dân số của xã này là 569 người.